# Eupatagus
Eupatagus is een geslacht van zee-egels, en het typegeslacht van de familie Eupatagidae.

## Soorten
- Eupatagus alatus Arnold & H.L. Clark, 1927 †
- Eupatagus attenuatus Arnold & H.L. Clark, 1927 †
- Eupatagus brodermanni Sánchez Roig, 1953 †
- Eupatagus calistoides Sánchez Roig, 1953 †
- Eupatagus caobaense Sánchez Roig, 1952 †
- Eupatagus casanovai Sánchez Roig, 1953 †
- Eupatagus cordis Desio, 1929 †
- Eupatagus defectus Arnold & H.L. Clark, 1927 †
- Eupatagus flindersi Baker & Rowe, 1990
- Eupatagus gadilhei Roman & Gorodiski, 1959 †
- Eupatagus haburiensis Khanna, 1967 †
- Eupatagus hildae Hawkins, 1927 †
- Eupatagus hollisi Stockley, 1927 †
- Eupatagus ingens Zachos, 1968 †
- Eupatagus longipetalus Arnold & H.L. Clark, 1927 †
- Eupatagus lymani (Lambert & Thiéry, 1924)
- Eupatagus marianensis Nisiyama, 1968 †
- Eupatagus mexicanus Jackson, 1937 †
- Eupatagus micropetalus (H.L. Clark, 1917)
- Eupatagus nipponicus Morishita, 1957 †
- Eupatagus obscurus (A. Agassiz & H.L. Clark, 1907)
- Eupatagus ornatus †
- Eupatagus rubellus Mortensen, 1948
- Eupatagus siboneyensis Weisbord, 1934 †
- Eupatagus stevensi Grant & Hertlein, 1938 †
- Eupatagus turibacoensis Sánchez Roig, 1953 †
- Eupatagus valenciennesii L. Agassiz, 1847